# Sociedad de tasación

## Definición
Las Sociedades de Tasación inmobiliaria en España, han de ser Sociedades Anónimas con un capital mínimo desembolsado y representado en acciones nominativas y tener limitado estatutariamente su objeto social a la valoración de todo tipo de bienes, empresas o patrimonios.
Se les exige contar con una mínima estructura, unos servicios de control de calidad, órganos de gobierno y tener asegurada frente a terceros la responsabilidad civil que pueda derivarse de la actividad de tasación.
Estas sociedades han de ser homologadas por el Banco de España, donde quedan inscritas en el Registro oficial de Sociedades de Tasación. Están supeditadas a su régimen de supervisión y en su caso, sancionador.

## Requisitos
Basándonos en el Real Decreto 775/1997(BOE de 13 de junio): Las Sociedades de Tasación tienen que ser homologadas por el Banco España y están supeditadas a su supervisión y sanción.
- Para obtener y conservar su homologación, las sociedades de tasación deberán cumplir los siguientes requisitos:
- Ser Sociedad Anónima, teniendo su domicilio en el territorio español.
- Contar con un capital mínimo en acciones nominativas.
- Solo podrán valorar específicamente: todo tipo de bienes, empresas o patrimonios.
- Contar con un número mínimo de diez empleados de los cuales, al menos, tres han de ser profesionales de la empresa.
- Tener servicios de control de calidad adecuados a las condiciones del mercado inmobiliario sobre el que han de operar.
- Tener asegurada frente a terceros la responsabilidad civil, que por culpa o negligencia pudiera derivarse de su actividad de tasación mediante póliza de seguro suscrita con una entidad aseguradora habilitada legalmente para operar en España.
- Contar con un Consejo de Administración formado como mínimo de tres miembros. Todos ellos serán personas con amplios conocimientos y reconocida experiencia comercial y profesional dentro del sector. Estos requisitos también se les exige a los directores generales de dicha entidad.